# Castelo de Guthrie
O Castelo de Guthrie (em inglês:  Guthrie Castle) é um castelo do século XV localizado em Guthrie, Angus, Escócia.

## História
O castelo foi construído por Sir David Guthrie do Clã Guthrie em 1468.
Encontra-se classificado na categoria "B" do "listed building" desde 11 de junho de 1971.
Em 1984, o castelo foi comprado por Daniel S. Peña, Sr., um empresário norte-americano, que o restaurou ao estilo do século XIX, acrescentado-lhe um campo de golfe. Em 2003, o castelo abriu ao público, celebrando casamentos e festas de empresas.